# ECコミック
エンターテイニング・コミックス（Entertaining Comics）は、主にECコミック（EC Comics）の名で知られている、1940年代から1950年代にかけて、犯罪漫画（猟奇作品）、恐怖漫画、風刺、戦記、SF漫画の分野で活動していたアメリカ合衆国の漫画出版社であり、後には検閲制度の圧力によりユーモア雑誌『MAD』の発行に専念するようになった。ECコミックはアメリカンコミック業界の開拓者の一人マクスウェル・ゲインズの私有企業であり、後に息子のウィリアム・ゲインズに受け継がれた。

## エデュケーショナル・コミックス
ECコミックは、漫画出版社オールアメリカン・パブリケーション社の元経営者にして編集長マックス・ゲインズにより、最初はエデュケーショナル・コミックスの社名で創設された。1944年にオールアメリカン・パブリケーション社がDCコミックス社と合併した際に、ゲインズはコミック誌『ピクチャー・ストーリーズ・フロム・ザ・バイブル』の権利を所有しており、学校や教会向けの科学、歴史および聖書に関する漫画作品を販売しようという漠然とした計画と共に新会社を興した。マックス・ゲインズはこの10年前に、イースタン・カラー・プリンティング社によるアメリカンコミックの原型である『ファニーズ・オンパレード』や、コミック史研究家から最初のアメリカンコミックと考えられているデル・パブリッシング社の『フェイマス・ファニーズ：ア・カーニバル・オブ・コミックス』を出版した、アメリカンコミック形式の開拓者の一人であった。

## エンターテイニング・コミックス
1947年にマックス・ゲインズがボート事故で死亡すると、マックスの息子ウィリアムがこの漫画出版社を引き継いだ。陸軍航空隊での1942年から1946年までの4年間の兵役の後、ウィリアムは化学教師として身を立てる計画を立て、ニューヨーク大学で学業を修めるべく実家に戻っていた。ウィリアムは教職に就かず、代わりに家業を受け継ぐことになった。1949年と1950年に、ウィリアム・ゲインズはホラー、サスペンス、サイエンスフィクション、戦記、犯罪物を主題に取り扱ったシリーズの導入を始めた。ECコミックの編集者アル・フェルドスタインとハーヴェイ・カーツマンは、ジョニー・クレイグ、リード・クランドール、ジャック・デイヴィス、ウィル・エルダー、ジョージ・エヴァンス、フランク・フラゼッタ、グレアム・インジェルス、ジャック・ケイメン、バーナード・クリグスタイン、ジョー・オーランド、ジョン・サヴァリン、アル・ウィリアムソン、ベイシル・ウォルヴァートン、ウォリー・ウッドらの有名かつ熟練したフリーランスの作画家達に仕事を依頼した。カーツマンとフェルドスタイン自身もまた作画を手掛けており、それらの原作はゲインズの助言の下に、主に二人の編集者とクレイグにより執筆されていた。後に、カール・ウェスラー、ジャック・オレック、オットー・バインダーらの他の原作者が加わった。
ECはその斬新なアプローチと、編集部に寄せられファンレターおよびファンクラブ「全国ECファン・中毒者クラブ」を通じて読者との交流を開拓することで、成功を収めた。その原作が極めてセンセーショナルな物である一方で、作画は非常に丁寧な物であった。
作画家個人の署名を作品に入れる事を許可し、個性的な画風の開発を奨励し、更にはコミック誌の中に1ページの作画家紹介ページを盛り込むことで、ECコミックは作画家チームの地位を向上させた。これはしばしば作画家の名前がクレジットされない当時の漫画業界の慣習とは対照的な物であった。ただし、マーベル・コミックのジャック・カービーとジョー・シモンのチームや、クオリティ・コミックのジャック・コール、DCコミックスのボブ・ケイン等の、高い名声を得ていた他社の作画家らも存在する。
ECは一連の卓越したタイトルを、エンターテイニング・コミックスの社名の下に出版した。最も悪名高かったのは、ホラー誌『テールズ・フロム・ザ・クリプト（地下室の物語）』『ザ・ヴォルト・オブ・ホラー（怪奇の納骨所）』『ザ・ホーント・オブ・フィアー（恐怖の巣窟）』の3誌である。これらのタイトルでは、物語の主人公の多くに与えられた不気味で皮肉に満ちた運命を通じて、身の毛もよだつような「生の喜び」が描かれていた。ECの戦記コミック誌『フロントライン・コンバット（最前線の戦闘）』と『トゥーフィステッド・テイルズ（鉄拳の物語）』では、当時の愛国主義的な風潮に抗って、しばしば死んだ魚のような目をした英雄とは呼べないような主人公の物語が扱われていた。『ショック・サスペンストーリーズ』誌では、人種差別、性、薬物使用、アメリカ的生き方の是非の様な、深刻な問題が取り扱われていた。ECは自社のSFコミック誌『ワイアード・サイエンス』や『ワイアード・ファンタジー』を、フィクション・ハウス社の『プラネット・コミックス』誌に掲載されているようなスペースオペラではない真のSF作品を掲載する、「我が社の最も誇るべきSFタイトル」と常に自慢していた。『クライム・サスペンストーリーズ』誌の作品は、フィルム・ノワールの映画と多くの共通点を持っていた。ミステリー作家マックス・アラン・コリンズが自作の中で述べた、ラス・コクランにより1983年に復刻された『クライム・サスペンストーリーズ』に関する注釈によれば、ジョニー・クレイグは彼の画風において「フィルム・ノワール風の一群の効果」を開発しており、一方でECの犯罪漫画に表れる人物やテーマからは、しばしばフィルム・ノワールに関連付けられる作家達、特にジェームズ・M・ケインからの強い影響が散見できるという。
傑出したイラストにより描かれる衝撃的な結末の物語が、ECのトレードマークとなっていった。ゲインズは毎晩遅くまで大量の書籍を読み漁り、物語の主題となる着想の源を捜し求めていた。その翌日にはフェルドスタインが原作に発展させられそうなアイデアを思い付くまで、発掘してきた素材を次々に提示してみせるのであった。ECの最盛期には、カーツマンが3本のタイトルを担当していたのに対し、フェルドスタインは7本のタイトルを担当していた。作画家らには各々の画風に応じた原作が割り当てられていた。デイヴィスとインジェルスはしばしば戦慄的な超自然テーマの原作を作画し、一方ケイメンとエヴァンスは比較的穏健な原作を担当していた。
数百本の作品が執筆される中で、主要に取り扱われる基本的なテーマがあった。EC作品のよく知られたテーマの幾つかを以下に挙げる。
- 平凡な状況がもたらす皮肉かつ恐ろしい顛末。しばしば登場人物の犯罪に対する因果応報が描かれる。「コレクション完成（Collection Completed）」と題された作品では、妻に対する当てつけのために剥製作りに没頭する男が登場する。男が妻の可愛がっていた猫を殺して剥製にすると、我慢の限界を越えた妻は男を殺し、男の死体を剥製にして飾る。「嫌悪感(Revulsion)」は、昔自分の食事に紛れ込んでいた虫を見つけたことで、虫への嫌悪感を抱くようになった宇宙パイロットの話である。物語の結末では、巨大な昆虫型エイリアンが自分のサラダの中にいるパイロットの死体を発見し、恐怖の叫び声を上げる。生物の解剖、鍋の中で茹でられるロブスター、メキシカン・ジャンピング・ビーン、毛皮のコート、魚釣り等もこれらの状況の一例であり、上の様なやり方で扱われる。
- 『ヘンゼルとグレーテル』『眠り姫』『赤頭巾』等の童話を、身の毛もよだつような形に翻案した「恐ろしいお伽話」シリーズ[5]。
- シャムの双生児は、主にECの三大ホラー誌で人気のあるテーマであった。1950年から1954年にかけて、少なくとも9本以上のシャムの双生児漫画がECのホラーおよび犯罪コミック誌に登場している。フェルドスタインへのインタビューでは、あたかも彼ら自身がシャムの双生児であるかのようなゲインズとフェルドスタインの相互依存ぶりが、二人にこれだけ多数のシャムの双生児物を書かせた原因ではないかと考察されている。[6]
- レイ・ブラッドベリのSF短編の漫画化作品は、1952年に始まって20冊に及ぶECのコミック誌に登場した。この企画はフェルドスタインとゲインズがブラッドベリの2本の短編を剽窃し、1本の漫画作品として組み合わせたと言う不名誉な事件から始まった。この漫画を読んだブラッドベリは二人に賞賛の手紙を送り、その中で、「何かの手違いで」自分がまだ原作使用料を受け取っていないと書き添えた。ECは小切手を送付し、ブラッドベリの漫画化作品のシリーズ化を交渉した。[7]
- 政治的なメッセージを含んだ作品は、ECのSF及びサスペンスコミックの基本的なテーマとなっていた。扱われた論題としては、リンチ行為、反ユダヤ主義、警察の腐敗等がある。[8]

ECの三大ホラー誌には3人組の物語の案内人が登場していた。『テールズ・フロム・ザ・クリプト』を案内するクリプト・キーパーと、『ザ・ヴォルト・オブ・ホラー』で読者を出迎えるヴォルト・キーパーと、『ザ・ホーント・オブ・フィアー』にけたたましい笑い声を響かせるオールド・ウィッチである。悪意に満ちた物語の筋書きを楽しげに詳しく述べ立てながら、案内人達は他の案内人とくだらない口喧嘩をし、次々に駄洒落を飛ばし、読者を嘲笑し侮辱しさえする。「ようこそ、腫れ物に食屍鬼どもよ……」と。この読者に対する無礼な嘲りは、同社のパロディ雑誌『MAD』のトレードマークにもなり、その言葉巧みなやり取りは、後にマーベル・コミックのスタン・リーを含む多数の原作者に模倣された。
最も後まで残されたECの遺産は、パロディ雑誌『MAD』である。この雑誌はECの成功が確実なものとなる前にカーツマンの副企画として開始され、アメリカで最も有名で最も長続きしたユーモア出版物となった。1954年に風刺が大ブームとなり他の出版社が『MAD』の模倣雑誌を出版すると、ECは姉妹雑誌『パニック』を創刊した。『パニック』はアル・フェルドスタインにより編集され、ジョー・オーランドを加えた『MAD』の常連作画陣が参加していた。

## 反動
1940年代の終りから、アメリカンコミックの内容と子供に対する悪影響が取り沙汰されるようになり、漫画業界は世間からの批判に晒され始めた。この問題は、1948年に精神科医フレデリック・ワーサムによる2本の記事『Horror in the Nursery（子供部屋の恐怖）』（コリヤーズ誌）と『The Psychopathology of Comic Books（コミックの精神病理学）』（アメリカン・ジャーナル・オブ・サイコセラピー）の発表により、大きく台頭した。これを受けてアメリカンコミック業界の企業間取り引き団体であるコミックスマガジン出版社組合（The Association of Comics Magazine Publishers）が1948年に結成されたが、この団体は何の役にも立たなかった。ゲインズは組合の常務取締役ヘンリー・シュルツとの議論の末に、1950年に組合から脱退した。1954年には僅か3社の漫画出版社が組合に残るのみであり、シュルツは組合の承認シールをコミック誌に表示する事が無意味であると認めざるを得なくなった。
1954年にワーサムの著書『Seduction of the Innocent（無垢への誘惑）』が出版され、広く衆目を集めた未成年者非行に関する連邦議会の公聴会が、極めて浅薄な形でコミックを取り上げた。時を同じくして起きた連邦政府による捜査は、コミック誌やパルプ・マガジンをアメリカ国内に配送していた流通企業の改革を促した。コミックの売り上げは激減し、複数の企業が倒産した。
ゲインズは彼の仲間である出版社に集会を呼び掛け、コミック業界が団結して外部からの検閲と戦い、コミック業界の傷つけられた名声を修復する事を提案した。漫画出版社らは全米コミックスマガジン協会（The Comics Magazine Association of America）とコミックス倫理規定委員会を結成した。倫理規定委員会の規定はコミックスマガジン出版社組合の規制を拡張した物であった。その前任者とは異なり、コミックス倫理規定委員会の規制は、あらゆるコミック誌がその出版に先立って倫理規定の承認を受ける事を厳格に強制していた。これはゲインズの望んでいた事ではなく、彼は委員会への参加を拒否した。倫理規定の新しい規則では、いかなるコミック誌も表紙に「ホラー」や「テラー」や「ワイアード」といった言葉をタイトルとして使用する事を禁じていた。流通業者はECのコミックの多数を取り扱い拒否するようになり、1954年9月14日に、ゲインズはECの三大ホラー誌と2冊のサスペンストーリー誌を廃刊した。ECは主要な出版ラインを、ニュー・ディレクションと呼ばれた『M.D.』誌や『サイコアナリシス』誌の様な、より現実的なコミック誌へと移行した。また、出版を続けていたSFコミック誌も改名された。それらの創刊号には倫理規定委員会の承認印が表示されていなかったことから、販売業者は取り扱いを拒否した。社員との協議の末に、ゲインズは渋々ながら自社のコミック誌を倫理規定に迎合させ、ニュー・ディレクションの全タイトルの第2号からは承認印が表示されるようになった。これらの改革の試みは商業的に失敗し、第5号の出版の後にニュー・ディレクションの全タイトルが廃刊となった。

### 審判の日
ゲインズは彼のコミック誌を検閲から守り抜こうと、コミックス倫理規定委員会と多数の闘争を行った。コミック史研究家のディグビー・ディールが記録している特に有名な例が、SF漫画『審判の日(Judgement Day)』に対する修正要求に対し、ゲインズが委員会理事のジャッジ・チャールズ・マーフィーを告訴も辞さずと脅迫した一件である。この作品では、銀河共和国の代表として人間の宇宙飛行士がロボットの住む惑星を訪れる。宇宙飛行士はロボット達がオレンジ種とブルー種に機能的に二分されており、一方は他方に比べて僅かな権利と特権しか与えられていない事に気付く。宇宙飛行士はロボット達の頑迷さを理由にロボットの惑星を銀河共和国へ加盟させない事を決定する。最後のコマで宇宙飛行士がヘルメットを脱ぎ、彼が黒人であった事が明らかになる。倫理規定のいかなる条項とも無関係に、マーフィーは黒人の宇宙飛行士を削除するよう要求した。『Tales from the Crypt: The Official Archives』において、ディールは以下の様に詳述している。
| 「 | この倫理規定独裁者事務局の要求に、彼らはかんかんになった。「ジャッジ・マーフィーはいかれてた。やつは本気で俺たちにそうさせる気だった」と[ECの編集者]フェルドスタインは回想している。「俺がこの原作を提出すると、マーフィーはこう言った。『黒人は駄目だよ』。だけど……だけど、それはこの作品のテーマそのものなんだぞ！」フェルドスタインは口角泡を飛ばした。マーフィーが黒人主人公の削除を強要し続けている一方で、フェルドスタインは作品を印刷ラインに乗せた。「いいかね」フェルドスタインはマーフィーに言った。「あんたたちは、ただ俺たちを廃業させたいだけなんだ。だから俺たちを締め付けて、何も出せないようにしてるんだ」[フェルドスタインから]独裁者との謁見の結果を伝えられたゲインズは激怒し、すぐさま受話器を取り上げてマーフィーに繋いだ。「馬鹿げてる！」ゲインズはがなり立てた。「私は報道機関にこの事を知らせるつもりだ。そうすればお前に勝ち目はないぞ。お前を告訴してやるからな」マーフィーは彼が心の底から寛大な譲歩であると考えた物を提案した。「わかった、パイロットから汗の雫を取り除くだけでいいことにしよう」これにはゲインズもフェルドスタインも怒り狂った。「くたばれ！」と、二人は受話器に向けて声を揃えて叫んだ。マーフィーは電話を切ったが、この作品はそのままの形で出版された。 | 」 |

『Tales of Terror: The EC Companion』についてのインタビューでも、フェルドスタインはマーフィーの人種差別的な要求についての回想を繰り返している。
| 「 | そしてマーフィーは黒人は駄目だと言った。だから俺は言った「神の御名にかけて言うがな、ジャッジ・マーフィーさんよ、それはこの罰当たりな話のテーマそのものなんだぞ！」するとマーフィーは言った。「駄目だ。黒人は駄目だ」ビル[・ゲインズ]はすぐさまマーフィーに電話し、まくし立てた。マーフィーは最後にこう言った。「じゃあ、せめて汗を取り除いてくれ」俺はあの話で主人公の黒い肌に浮かんだ汗に、星をきらめかせていた。ビルは「くたばれ」と言い捨てて電話を切った。 | 」 |

最終的にこの作品は無修正のままで『インクレディブル・サイエンス・フィクション』誌第33号（1956年1-2月号）に掲載されたものの、これがECの出版した最後のコミック誌となった。 ゲインズは多数の挿絵付き小説を収録したモノクロ活字雑誌である、EC'sピクトフィクションシリーズに出版ラインを切り替えた。収録された小説は交互に掲示されるイラストと活字の文章から構成され、作品の幾つかは過去にECのコミック誌で出版された作品の小説化であった。この実験的な出版ラインは創刊号から赤字を出し、各タイトルあたり2号しか続かなかった。ECのアメリカ国内における流通は破綻し、ゲインズは『MAD』を除くECの全タイトルを廃刊した。

## 『MAD』およびその後
ECの受難の期間も『MAD』は順調に売り上げを博しており、ゲインズは雑誌形式に変更された『MAD』の出版に専念することにした。この変更は他社の雑誌『ページェント』からの引き抜きを打診されていた『MAD』の編集長ハーヴェイ・カーツマンを慰留するためのものであり、これによりカーツマンは『MAD』の編集長に留まる事を選んだ。より重要なのは、この変更により『MAD』はコミックス倫理規定の規制から自由になったという事である。
カーツマンは『MAD』の編集長を長くは続けず、ゲインズがカーツマンの支配できる部分を半分以下に減らした時に、彼は『MAD』の編集長を降りたが、ゲインズはアル・フェルドスタインを次期編集長に就けた。この雑誌はその後数十年にわたって多大な成功を収める事になった。
『テールズ・フロム・クリプト』に掲載された作品群は1972年に映画『魔界からの招待状』化契約され、1980年代にテレビシリーズ『ハリウッド・ナイトメア』としてより大きな成功を収め、1990年代にはこのテレビシリーズが映画化された。

## 出版物
英語版の記事en:List of Entertaining Comics publicationsを参照。